# Pacto de Lestrove

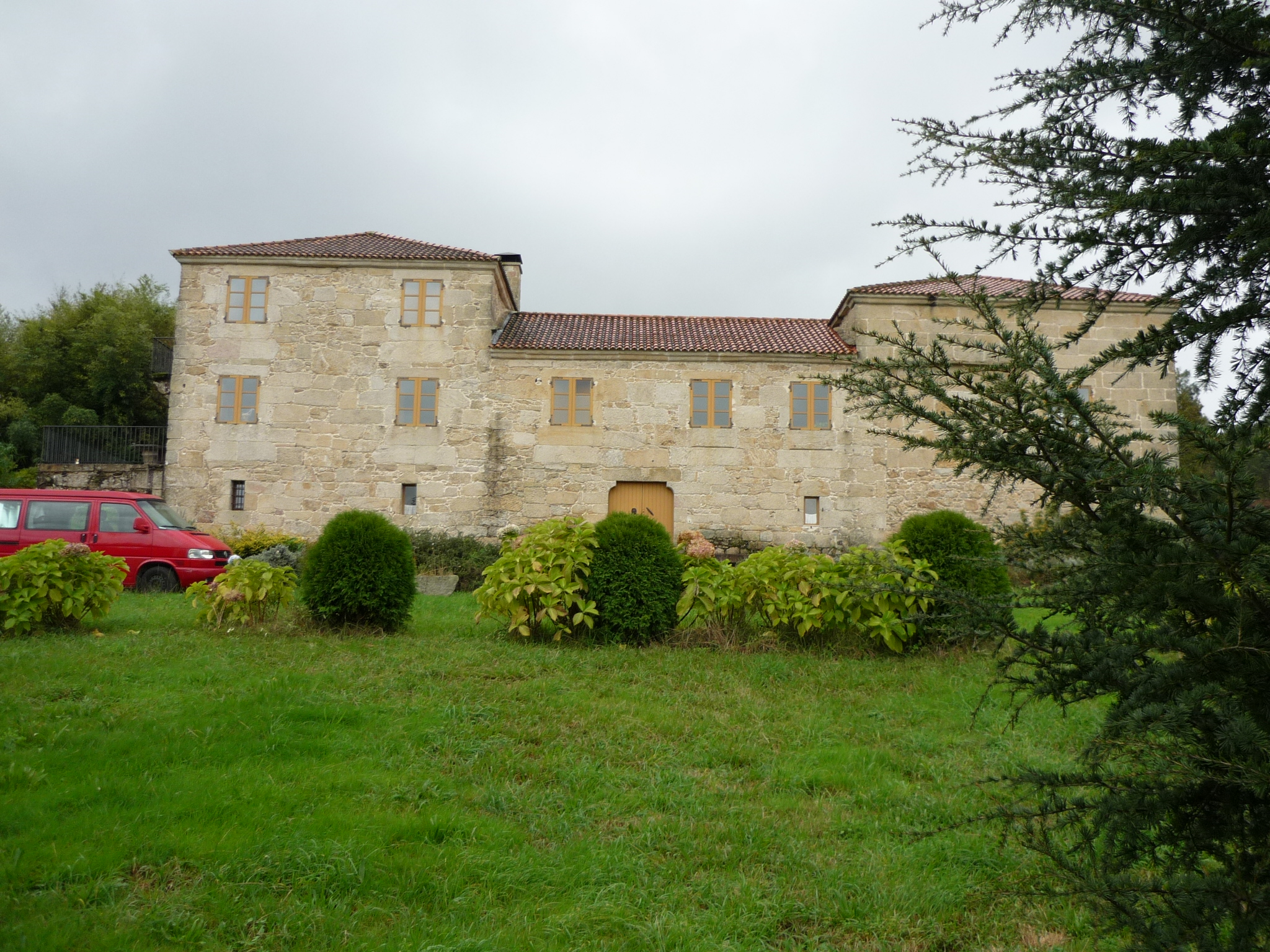
Pazo de Hermida, lugar donde se produjo la reunión conocida como pacto de Lestrove

El pacto de Lestrove fue una reunión política que tuvo lugar el día 26 de marzo de 1930 en el pazo de Hermida situado en el lugar coruñés de  Lestrove (municipio de Dodro) entre políticos galleguistas y republicanos gallegos.
A la reunión asistieron unas cincuenta personas, pertenecientes a la ORGA (dirigida por Santiago Casares Quiroga) y a la Alianza Republicana (que agrupaba en Galicia a radicales, encabezados por Gerardo Abad Conde, federales y radical-socialistas), y contó con observadores pertenecientes a la CNT (como César Guillán Bozo). El resultado fue la creación de la Federación Republicana Gallega, en la que se integraron los partidos participantes, con el objetivo de la proclamación de un régimen republicano y la consecución de un estatuto de autonomía para Galicia.
La reunión acordó también enviar a Santiago Casares Quiroga, líder de la ORGA, como representante de la Federación en la reunión del Pacto de San Sebastián. De esta reunión, Casares Quiroga salió enormemente fortalecido como líder del republicanismo gallego.